# خانه بانک ملی

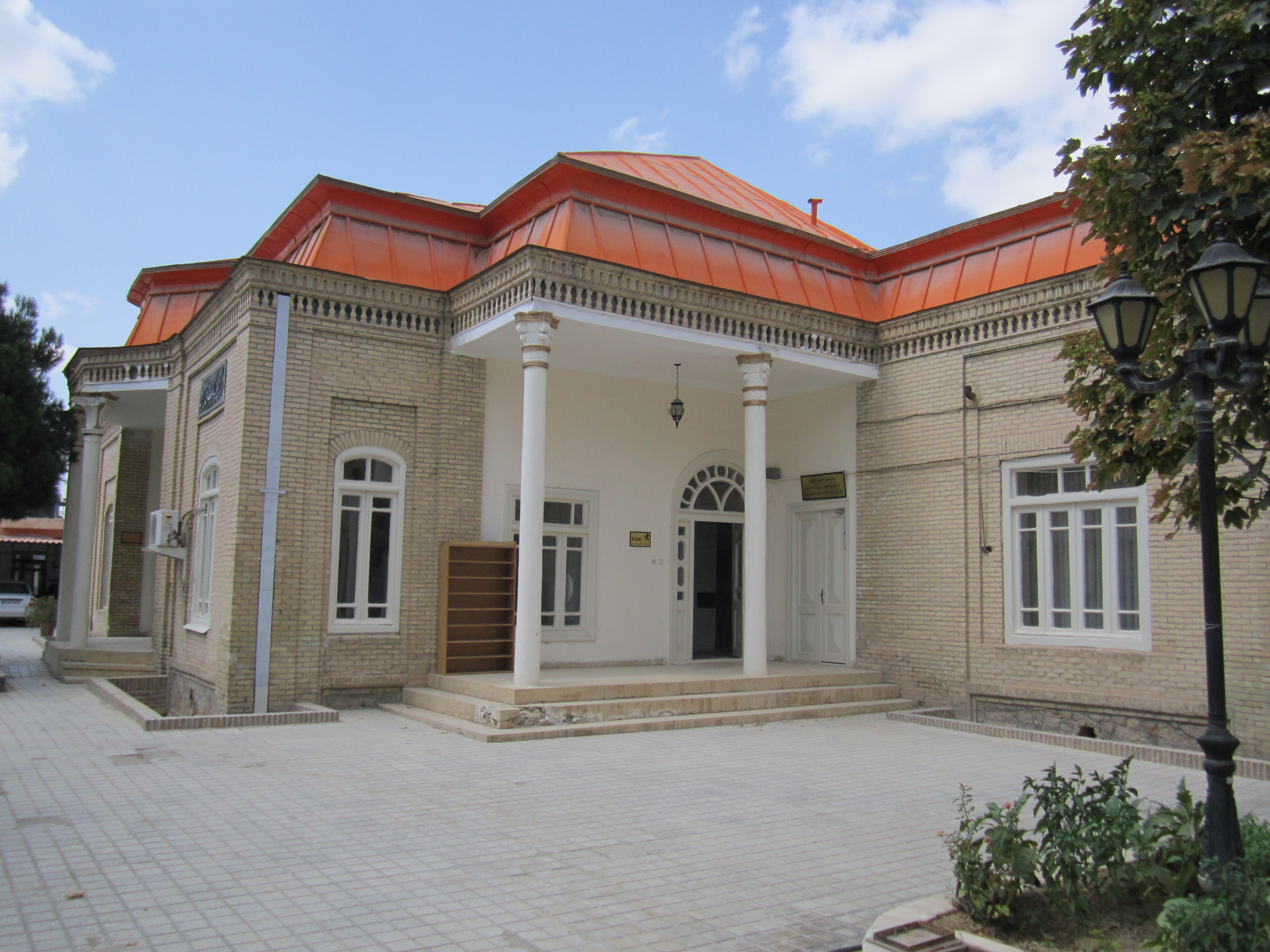

خانه بانک ملی یکی از خانه‌های دوره پهلوی اول در بجنورد می‌باشد. قدمت این بنا به اواخر دورهٔ قاجاریه و اوایل پهلوی می‌رسد که محل سکونت یکی از وکلای سابق بجنورد بود که پس از انقلاب در اختیار بانک ملی قرار گرفت.

## معماری
معماری این بنا با تلفیق معماری سنتی و اروپایی ساخته شده است. پنجره‌ها و برخی ورودی ‌های بنا با قوس کمانی پوشش یافته و بر بالای آنها قاب‌های کاشی کاری شده‌ای ایجاد شده است. پلان بنا، سقف شیروانی معروف به کلاه فرنگی، سرستون ‌ها کورنتی و بسیاری ویژگیهای دیگر این بنا از معماری اروپایی در سده‌های ۱۹–۱۸ میلادی اقتباس شده است. این بنا در قسمت داخلی دارای پیش بخاری بوده و آیینه کاری، گچبری گل و گیاه و نیز منبت کاری بر روی درها و پنجره‌ها از دیگر تزیینات آن است. در ستون‌ها موتیف‌های تلفیقی تجریدی کار شده و در قسمت بالای ستون‌ها از آجرهای تراش خورده زیبا در دو ردیف استفاده شده است. از دیگر زیبایی‌های این اثر تزیین شدن آن با یک قاب از کاشی‌های هفت رنگ است.

## پس از تقسیم استان خراسان
همزمان با تأسیس اداره امور شعب استان خراسان شمالی در سال ۱۳۸۳ عمارت خانه بانک ملی، به عنوان بخشی از ساختمان اداری این اداره امور مورد بهره‌برداری قرار گرفت.

## ثبت آثار ملی
خانه بانک ملی بجنورد در سال ۱۳۸۵ ، به شماره ۱۴۱۵۰ در فهرست آثار ملی به ثبت رسید.